# Peter von Scholten
Peter Carl Frederik von Scholten (17 mai 1784 – 26 janvier 1854) fut gouverneur général des Antilles danoises de 1827 à 1848. 

## Biographie
Né à Vestervig, Thy (Danemark), il était le fils du capitaine Casimir von Scholten et de Catherine Élisabeth de Moldrup. Selon Victor Schœlcher, traducteur de plusieurs de ses ordonnances, il fut major-général, chambellan, chevalier grande-croix de Dannebrog et Dannebrogsniau, grand-officier de la Légion d'honneur et chevalier de l'ordre français pour le mérite militaire.